# Pehr Olsson-Seffer
Pehr Hjalmar Olsson-Seffer, född 14 september 1873 i Ekenäs, Finland, död 29 april 1911 i Mexiko (mördad), var en svenskamerikansk botaniker. 
Olsson-Seffer, som var son till godsägaren Pehr Olsson och Alma Maria Rothström, som flyttade från Värmland till Finland. Seffer-Olsson blev student i Åbo 1892 och bedrev vid Helsingfors och Uppsala universitet naturvetenskapliga studier, särskilt i botanik, reste 1899 till London och 1900 till Australien, där han var anställd i regeringens tjänst och författade på officiellt förordnande ett beskrivande arbete, Queensland (1902), reste sistnämnda år till USA, där han efter studier vid Stanford University i Kalifornien blev filosofie doktor 1905, varefter han någon tid vid nämnda universitet var kursledare i systematisk botanik och växtpatologi. 
År 1906 flyttade Olsson-Seffer till Mexiko, där han stod i regeringens tjänst som expert i tropiskt jordbruk. Han förestod den botaniska experimentalstationen i Tezonapa och redigerade den officiella tidskriften "American Review of Tropical Agriculture". Han företog även botaniska resor till bland annat Japan och Ceylon. 
Olsson-Seffer utnämndes i mars 1911 till professor i botanik vid Universidad Nacional Mexicana i Mexico City. Han ägnade särskild uppmärksamhet åt sanddynernas flora, Relation of Soil and Vegetation on Sandy Seashores (i "Botanical Gazette", 1909), Genesis and Development of Sand Formations on Marine Coast (i "Augustana Library Publications" 1910), The Sand Strand Flora of Marine Coasts (ibid., 1910) samt Castilloa-släktets fysiologi. Han mördades av ett rövarband.